# Damon Wayans
Damon Kyle Wayans (New York, 4 september 1960) is een Amerikaans komisch acteur en schrijver van films. Hij komt uit een gezin van tien kinderen, van wie er buiten hem nog vier bekend zijn, Keenen Ivory, Shawn, Marlon en Kim. Damon speelde ook de hoofdrol in de comedyserie My Wife and Kids.

## Biografie
Wayans begon zijn carrière als stand-upkomiek in 1982. Twee jaar later had hij een kleine rol in de film Beverly Hills Cop van Eddie Murphy. Hij speelde in 1988 in de komedie Earth Girls Are Easy. Van 1990 tot 1992 speelde hij in het sketchprogramma In Living Color.
In 1996 produceerde hij Waynehead maar door slechte kijkcijfers was dat programma geen lang leven beschoren. Van 2001 tot 2005 speelde hij in de sitcom My Wife and Kids. Verder speelde hij ook in vele films mee, waaronder The Last Boy Scout met Bruce Willis.
Van 2016 tot 2019 speelde hij Roger Murtaugh, een ouder wordende detective met een vrouw en drie kinderen in de tv-serie Lethal Weapon.
Hij was van 1984 tot 2000 getrouwd met Lisa Thorner, ze hebben 4 kinderen.